# Rodolfo Lunkenbein
Rodolfo Lunkenbein (1939-1976) foi um missionário católico.

## Biografia
Nasceu no dia 1º de abril de 1939, em Döringstadt, no sul da Alemanha. Seus pais eram pequenos lavradores.
Quando jovem, descobriu uma biografia e tornou-se admirador de Dom Bosco.
Em 1953, foi aceito no aspirantado salesiano.
Em 1958, chegou ao Brasil e, em 1959, iniciou o noviciado em Pindamonhangaba (São Paulo).
Entre 1960 e 1962, estudou em Campo Grande (Mato Grosso do Sul).
Entre 1963 e 1965, serviu na Missão Salesiana em Meruri (entre Barra do Garças e General Carneiro - Mato Grosso), atuou como educador de filhos do povo Bororo, de fazendeiros e de posseiros da região.
Em 1965, retornou para a Alemanha para estudar no Instituto Teológico de Benediktbeuern.
Em 1969, foi ordenado como sacerdote.
Em 1970, retornou ao Brasil, para continuar a missão juntos aos bororo em Meruri.
No dia 15 de novembro de 1973, na sétima reunião do Conselho Indigenista Missionário (Cimi), foi eleito Conselheiro do Cimi.
No início de 1974, começou a atuar como diretor da “Colônia Indígena de Meruri”.
No dia 15 de julho de 1976, em meio às tensões relacionadas à demarcação das terras indígenas na região, o fazendeiro João Mineiro comandou um ataque armado que resultou na morte de Rodolfo Lunkenbein, alvejado por cinco tiros. Na ocasião, também foi morto o indígena Simão Bororo.

## Legado
Em outubro de 2019, por ocasião do Sínodo dos Bispos da Região Pan-Amazônica, os salesianos alemães publicaram um texto sobre a vida e obra do Padre Rodolfo, denominada como: "Er lebte, was er predigte. P. Rudolf Lunkenbein SDB: Ermordet – für die Rechte dei Indianer" (Viveu o que pregava. P. Rudolf Lunkenbein SDB: Morto – pelos Direitos dos Indígenas).
Trata-se de um texto de autoria do Padre Josef Grünner, encarregado da Procuradoria Missionária Salesiana, em Bonn, que assim descreve Rodolfo:
| “ | O Padre Lunkenbein representa de modo extraordinário um novo tipo de missionário, inteiramente de acordo com o Concílio Vaticano II e com uma profunda compreensão, segundo o espírito do Concílio Vaticano II, da missão mundial e da evangelização. Ele certamente compartilharia das insistentes exortações do Papa Francisco contidas na "Laudato Si" e nos convidaria, a todos, a dedicar-nos com o máximo empenho ao cuidado da "nossa Casa comum". | ” |

Existe um processo de beatificação do Padre Rodolfo e de Simão Bororó, cuja fase diocesana foi concluída no dia 31 de janeiro de 2020. No dia 16 de dezembro de 2020, a Congregação das Causas dos Santos, depois de examinar os Atos do Processo Diocesano desenvolvido entre 2018 a 2020, na Diocese de Barra do Garças (Brasil), sobre a vida e o martírio, sobre a fama de martírio e de sinais dos Servos de Deus do Padre Rodolfo Lunkenbein de Simão Bororo, conformou que a validade jurídica de do Processo     .